# Haudegen (Band)/Diskografie
Diese Diskografie ist eine Übersicht über die musikalischen Werke der deutschen Deutschrock-Band Haudegen. Ihre erfolgreichste Veröffentlichung ist das Debütalbum Schlicht & Ergreifend mit über 100.000 verkauften Einheiten.

## Alben

### Studioalben
| Jahr | Titel Musiklabel                                                     | Höchstplatzierung, Gesamtwochen, AuszeichnungChartplatzierungen (Jahr, Titel, Musiklabel, Platzierungen, Wochen, Auszeichnungen, Anmerkungen) | Höchstplatzierung, Gesamtwochen, AuszeichnungChartplatzierungen (Jahr, Titel, Musiklabel, Platzierungen, Wochen, Auszeichnungen, Anmerkungen) | Anmerkungen                                            |
| Jahr | Titel Musiklabel                                                     | DE | CH | Anmerkungen                                            |
| ---- | -------------------------------------------------------------------- | --- | --- | ------------------------------------------------------ |
| 2011 | Schlicht & Ergreifend Warner Music (WMG)                             | DE9 Gold · (21 Wo.)DE | — | Erstveröffentlichung: 27. Mai 2011 Verkäufe: + 100.000 |
| 2012 | En garde Warner Music (WMG)                                          | DE5 (7 Wo.)DE | — | Erstveröffentlichung: 6. Juli 2012                     |
| 2015 | Lichtblick Warner Music (WMG)                                        | DE2 (8 Wo.)DE | CH77 (1 Wo.)CH | Erstveröffentlichung: 25. September 2015               |
| 2016 | Haudegen rocken Altberliner Melodien Blut Schweiß & Tränen (Tonpool) | DE46 (1 Wo.)DE | — | Erstveröffentlichung: 4. November 2016                 |
| 2017 | Blut Schweiß & Tränen Blut Schweiß & Tränen (Tonpool)                | DE5 (5 Wo.)DE | — | Erstveröffentlichung: 21. Juli 2017                    |

### Livealben
| Jahr | Titel Musiklabel                                                        | Anmerkungen                                                                            |
| ---- | ----------------------------------------------------------------------- | -------------------------------------------------------------------------------------- |
| 2012 | Schlicht und ergreifend – Live in der Passionskirche Warner Music (WMG) | Erstveröffentlichung: 23. März 2012 Verkäufe werden Schlicht & Ergreifend hinzuadidert |

### Kompilationen
| Jahr | Titel Musiklabel                                            | Anmerkungen                         |
| ---- | ----------------------------------------------------------- | ----------------------------------- |
| 2017 | Independent Day – Staffel 1 Blut Schweiß & Tränen (Tonpool) | Erstveröffentlichung: 31. März 2017 |

### EPs
| Jahr | Titel Musiklabel                                              | Anmerkungen                            |
| ---- | ------------------------------------------------------------- | -------------------------------------- |
| 2010 | Gossenpoesie auch bekannt als: Haudegen EP Warner Music (WMG) | Erstveröffentlichung: 29. Oktober 2010 |
| 2011 | Akustik Warner Music (WMG)                                    | Erstveröffentlichung: 19. Oktober 2011 |

## Singles
| Jahr | Titel Album                               | Höchstplatzierung, Gesamtwochen, AuszeichnungChartplatzierungen (Jahr, Titel, Album, Platzierungen, Wochen, Auszeichnungen, Anmerkungen) | Höchstplatzierung, Gesamtwochen, AuszeichnungChartplatzierungen (Jahr, Titel, Album, Platzierungen, Wochen, Auszeichnungen, Anmerkungen) | Anmerkungen                              |
| Jahr | Titel Album                               | DE | CH | Anmerkungen                              |
| ---- | ----------------------------------------- | --- | --- | ---------------------------------------- |
| 2011 | Großvater sagt Gossenpoesie               | — | — | Erstveröffentlichung: 6. Januar 2011     |
| 2011 | Ein Mann, ein Wort Schlicht & Ergreifend  | — | — | Erstveröffentlichung: 20. Mai 2011       |
| 2011 | Zu Hause Schlicht & Ergreifend            | DE80 (1 Wo.)DE | — | Erstveröffentlichung: 18. August 2011    |
| 2012 | Ich war nie bei Dir Schlicht & Ergreifend | — | — | Erstveröffentlichung: 23. März 2012      |
| 2012 | Feuer und Flamme En garde                 | — | — | Erstveröffentlichung: 7. September 2012  |
| 2015 | Gib mir mein Problem zurück Lichtblick    | — | — | Erstveröffentlichung: 10. Juli 2015      |
| 2015 | Ziemlich beste Freunde Lichtblick         | — | — | Erstveröffentlichung: 18. September 2015 |
| 2016 | Feder der Erinnerung –                    | — | — | Erstveröffentlichung: 5. August 2016     |
| 2017 | Wilde Orchideen Blut Schweiß & Tränen     | — | — | Erstveröffentlichung: 23. Juni 2017      |

## Musikvideos
| Jahr | Titel                       | Regisseur(e)                                                                       |
| ---- | --------------------------- | ---------------------------------------------------------------------------------- |
| 2010 | Wir gegen den Rest          |                                                                                    |
| 2011 | Großvater sagt              | Florian Autzen (Original, 2010) Ben Scharf, Richard Weiß (Alternativversion, 2011) |
| 2011 | Verloren im Wind            | Florian Autzen                                                                     |
| 2011 | Ende der Zeit               |                                                                                    |
| 2011 | Flügel und Schwert          |                                                                                    |
| 2011 | Ein Mann, ein Wort          | Martin Carolus Zillmann                                                            |
| 2011 | Zu Hause                    | Martin Carolus Zillmann                                                            |
| 2012 | Mein Freund                 | Florian Autzen                                                                     |
| 2012 | Zwei für alle               |                                                                                    |
| 2012 | Wir rufen was ins Leben     |                                                                                    |
| 2012 | Feuer und Flamme            |                                                                                    |
| 2012 | Ich war nie bei dir         | Charley Stadler                                                                    |
| 2013 | Leuchtturm                  |                                                                                    |
| 2015 | Gib mir mein Problem zurück |                                                                                    |
| 2015 | Unter die Haut              |                                                                                    |
| 2017 | Blut Schweiß & Tränen       |                                                                                    |
| 2017 | Du hast einen Freund in mir |                                                                                    |
| 2017 | Wilde Orchideen (2017)      |                                                                                    |
| 2017 | Happy End                   |                                                                                    |
| 2017 | Mein Vater und ich          |                                                                                    |
| 2017 | Himmel im Herz              |                                                                                    |
| 2018 | Meine Laterne               |                                                                                    |
| 2018 | Schwarzmatt                 |                                                                                    |
| 2018 | Der Bunker                  |                                                                                    |
| 2018 | Mann mit Herz               |                                                                                    |
| 2018 | Zerbrochene Träume          |                                                                                    |
| 2019 | In Ketten tanzen            |                                                                                    |

## Sonderveröffentlichungen

### Alben
| Jahr | Titel Musiklabel                     | Anmerkungen                                                                               |
| ---- | ------------------------------------ | ----------------------------------------------------------------------------------------- |
| 2018 | Meine Laterne Selbstverlag           | Erstveröffentlichung: 24. November 2018 Vertrieb nur während der Record Release Tour 2K18 |
| 2018 | X – Zehn Jahre Haudegen Selbstverlag | Erstveröffentlichung: 24. November 2018 Vertrieb nur während der Record Release Tour 2K18 |

### Lieder
| Jahr | Titel Album                                           | Anmerkungen                                                                    |
| ---- | ----------------------------------------------------- | ------------------------------------------------------------------------------ |
| 2013 | Eulen nach Athen Nero (Premium Edition)               | Erstveröffentlichung: 11. Januar 2013 Vega feat. Haudegen                      |
| 2013 | Tommy Blank ist tot Aufstieg und Fall des Tommy Blank | Erstveröffentlichung: 20. Dezember 2013 Thomas D feat. Haudegen & Moses Pelham |
| 2014 | Brüder MB3                                            | Erstveröffentlichung: 6. Juni 2014 Manuellsen feat. Haudegen                   |
| 2016 | Tränen deiner Mutter Schwermetall                     | Erstveröffentlichung: 22. April 2016 Pedaz feat. Haudegen                      |
| 2016 | Bittersüß Labyrinth                                   | Erstveröffentlichung: 20. Mail 2016 Kontra K feat. Haudegen                    |
| 2017 | Trümmerkönig                                          | Erstveröffentlichung: 15. September 2017 Liquit Walker feat. Haudegen          |

### Videoalben
| Jahr | Titel Musiklabel                                                        | Anmerkungen |
| ---- | ----------------------------------------------------------------------- | --- |
| 2012 | Schlicht und ergreifend – Live in der Passionskirche Warner Music (WMG) | Erstveröffentlichung: 23. März 2012 Teil von Schlicht und ergreifend – Live in der Passionskirche (Deluxe Edition) |
| 2012 | Wenn der Vorhang fällt Warner Music (WMG)                               | Erstveröffentlichung: 6. Juli 2012 Teil von En garde (Deluxe Edition)                                              |
| 2018 | Musikvideos 2009–2018 Selbstverlag                                      | Erstveröffentlichung: 24. November 2018 Vertrieb nur während der Record Release Tour 2K18                          |

## Statistik

### Chartauswertung
|                     | DE    | CH    |
| ------------------- | ----- | ----- |
| Nummer-eins-Alben   | DE—DE | CH—CH |
| Top-10-Alben        | DE4DE | CH—CH |
| Alben in den Charts | DE5DE | CH1CH |

|                       | DE    | CH    |
| --------------------- | ----- | ----- |
| Nummer-eins-Singles   | DE—DE | CH—CH |
| Top-10-Singles        | DE—DE | CH—CH |
| Singles in den Charts | DE1DE | CH—CH |

### Auszeichnungen für Musikverkäufe
Anmerkung: Auszeichnungen in Ländern aus den Charttabellen bzw. Chartboxen sind in ebendiesen zu finden.
| Land/RegionAuszeichnungen für Musikverkäufe (Land/Region, Auszeichnungen, Verkäufe, Quellen) | Gold  | Platin | Verkäufe | Quellen           |
| -------------------------------------------------------------------------------------------- | ----- | ------ | -------- | ----------------- |
| Deutschland (BVMI)                                                                           | Gold1 | —      | 100.000  | musikindustrie.de |
| Insgesamt                                                                                    | Gold1 | —      |          |                   |